# I due Foscari
I due Foscari (deutscher Titel: Die beiden Foscari) ist eine Oper in drei Akten von Giuseppe Verdi. Das Libretto von Francesco Maria Piave basiert auf dem Schauspiel The Two Foscari von Lord Byron. Die Uraufführung der Oper fand am 3. November 1844 im Teatro Argentina in Rom statt.

## Handlung

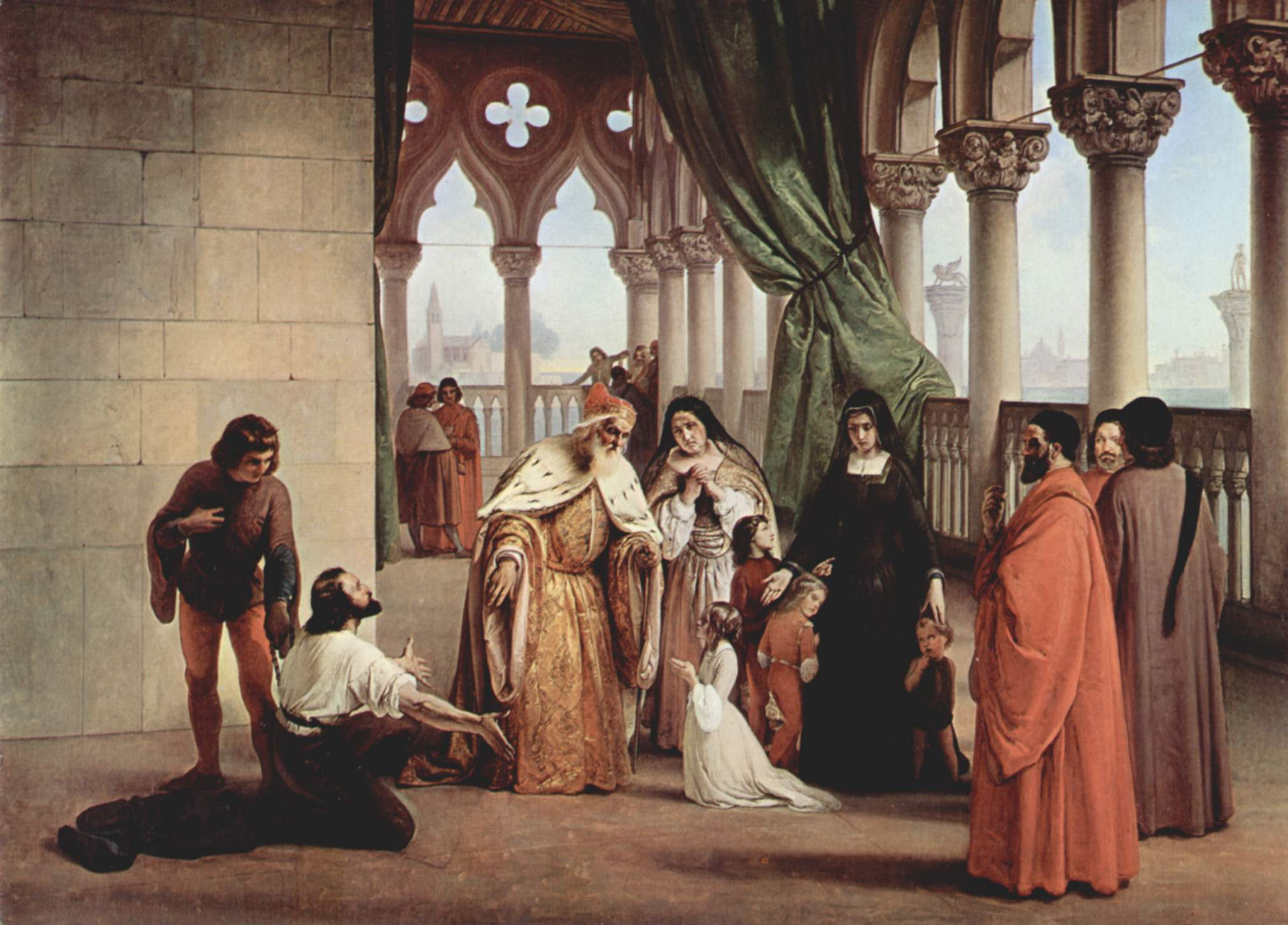
Francesco Hayez: Die beiden Foscari, Gemälde 1844

Schauplatz der Handlung ist Venedig. Die Oper behandelt die letzten Tage des Dogen Francesco Foscari und dessen Absetzung am 23. Oktober 1457.

### Vorgeschichte
Jacopo Foscari, der Sohn des Dogen Francesco Foscari, wurde auf Betreiben von Jacopo Loredano wegen Korruption nach Kreta verbannt, ist aber ohne Erlaubnis heimlich nach Venedig zurückgekehrt. Noch in derselben Nacht soll der junge Foscari einen Gegner der Familie des Dogen namens Ermolao Donato ermordet haben. Jacopo Loredano ist ein Feind der Familie Foscari, weil er annimmt, dass der alte Doge seinen Vater, den Admiral Pietro Loredano, vergiften ließ.

### Erster Akt
Erstes Bild. Halle im Dogenpalast
Nach einem kurzen Vorspiel beginnt der erste Akt. Der Rat der Zehn und die Mitglieder des Senats sind versammelt und verhandeln über den Fall des jungen Foscari. Auch Jacopo Loredano, ein Mitglied des Rates der Zehn, auf dessen Betreiben der junge Foscari verbannt worden war, ist anwesend, zusammen mit seinem Freund, dem Senator Barbarigo. Jacopo Foscari, der Sohn des Dogen, wird aus dem Staatsgefängnis vorgeführt. Trotz Verhör und Folter hat er den Mord nicht gestanden. Die Senatoren und der Rat der Zehn treten ab in den Ratssaal, um über das Urteil zu beraten.
Zweites Bild. Im Palast der Foscari
Jacopos Frau Lucrezia, die ihren Mann für unschuldig hält, will sich vor dem Gericht für Jacopo einsetzen, nachdem dieser erneut zur Verbannung verurteilt wurde.
Drittes Bild. Halle im Dogenpalast
Die Senatoren bekräftigen das Urteil und verurteilen den jungen Foscari zur erneuten Verbannung nach Kreta.
Viertes Bild. Die Privatgemächer des Dogen
Francesco Foscari ist verbittert und beklagt in einer Szene und Romanze sein Unglück und das seines Sohnes. Im Finale I, einem Duett zwischen Lucrezia und dem Dogen, bittet Lucrezia um die Hilfe ihres Schwiegervaters. Der alte Doge beklagt erneut seine Machtlosigkeit, ist aber voller Mitgefühl und von Lucrezias Mut beeindruckt.

### Zweiter Akt
Erstes Bild. Staatsgefängnis
Jacopo Foscari, von der Folter entkräftet, ahnt seinen baldigen Tod und wird von quälenden Träumen heimgesucht. Er erwacht in den Armen Lucrezias aus der Ohnmacht. Von ihr erfährt er das Urteil des Zehnerrates. Sein Vater Francesco nimmt Abschied von ihm. Sein Sohn wird ihn zwar noch einmal wiedersehen, aber dann in seiner Rolle als Doge. Loredano, ein Mitglied des Rates der Zehn und Feind der Foscari, betritt mit Wachen die Gefängniszelle und verkündigt dem jungen Foscari triumphierend das Urteil, wonach er abgeführt und ohne die Begleitung seiner Frau noch am selben Tag in die Verbannung nach Kreta reisen soll.
Zweites Bild. Saal des Rates der Zehn
Im Finale II wird der Urteilsspruch gegen Jacopo bestätigt. Jacopo soll sein Urteil selbst verlesen. Er beteuert seine Unschuld und wendet sich um Hilfe an seinen Vater. Lucrezia bringt ihre zwei Söhne herbei, um das Urteil zu mildern. Umsonst. Die Mehrheit der Senatoren gehört zu Loredanos Partei.

### Dritter Akt

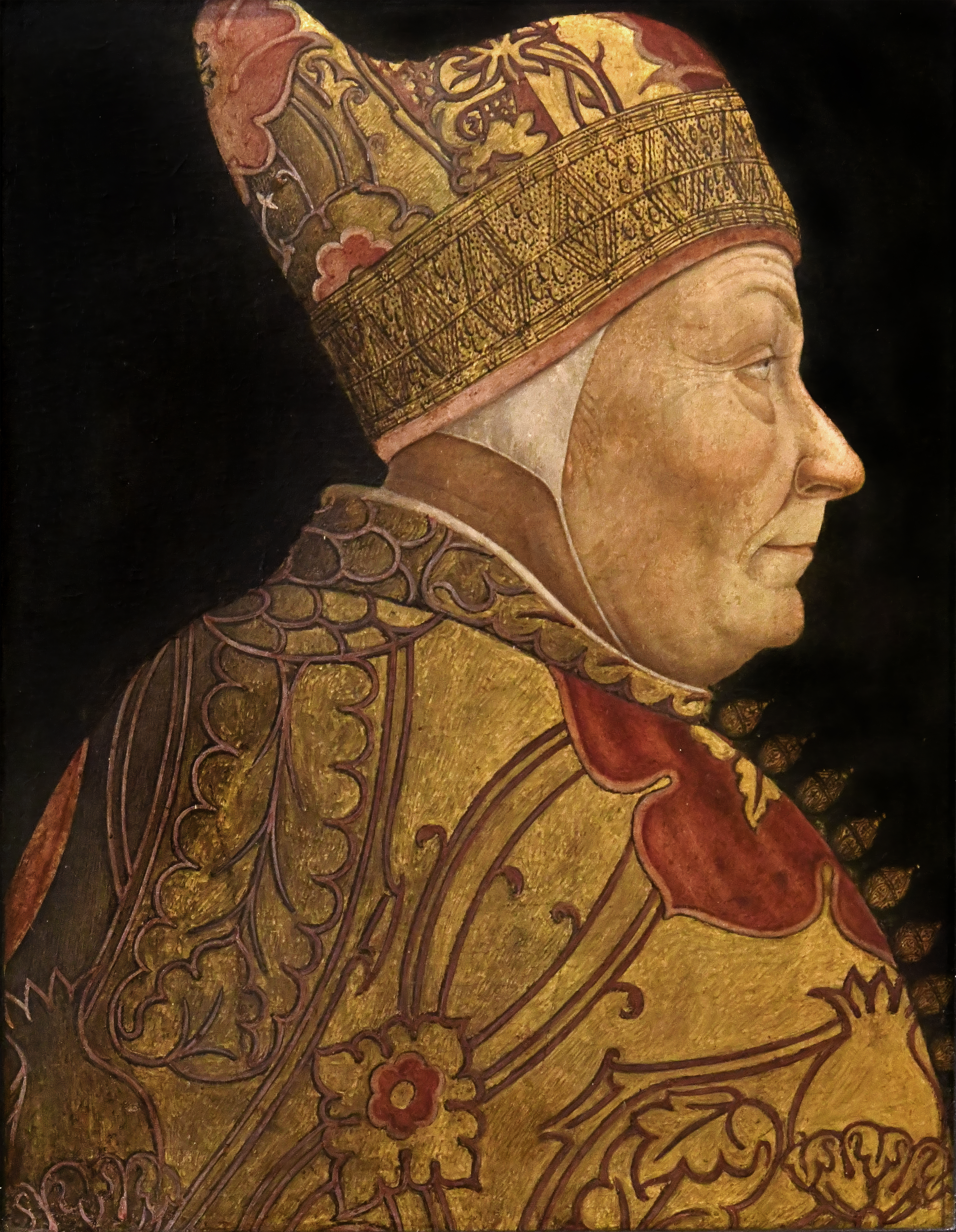
Francesco Foscari, zeitgenössisches Porträt von Lazzaro Bastiani

Erstes Bild. Die alte Piazzetta von San Marco
Auf dem Canale vor der alten Piazzetta von San Marco findet eine festlich-fröhliche Regatta statt, unerwartet unterbrochen von zwei Trompetern, die die düstere Staatsgaleere ankündigen, die Jacopo Foscari holen soll. Er nimmt von Frau und Kindern Abschied. Loredano, der eine Maske trägt, unterbricht sie. In der anschließenden Ensembleszene spricht er von seinem Hass und von Rache. Der junge Foscari wird von Wachen abgeführt und besteigt die Galeere.
Zweites Bild. Privatgemächer des Dogen wie im ersten Akt
Der alte Foscari, der von der Unschuld Jacopos überzeugt ist, beklagt das Schicksal seines letzten verbliebenen Sohnes. Barbariga tritt auf und teilt ihm mit, dass ein gewisser Erizzo auf dem Totenbett den Mord bekannt hat, für den man den jungen Foscari verurteilt hat. Doch es ist zu spät: Lucrezia berichtet dem Dogen vom Tod ihres Mannes.
Im Finale III fordern die von Loredano angeführten Ratsmitglieder den alten Foscari auf, sein Amt als Doge aus Altersgründen niederzulegen. Foscari weigert sich zunächst, da er geloben musste, bis zu seinem Tod im Amt zu bleiben. Daraufhin will ihm Loredano die Amtsinsignien nehmen, aber der alte Doge wehrt ihn ab und übergibt die Dogenkrone einem anderen Senator. Ein weiterer Senator nimmt Foscari die Robe ab. Lucrezia steht Francesco Foscari bei und will ihn wegführen. In diesem Moment ertönt die große Glocke von San Marco, die bereits Foscaris Nachfolger Malipiero ankündigt. Loredano triumphiert. Der alte Foscari stirbt an gebrochenem Herzen. Loredano hat sein Rachewerk vollendet.

## Instrumentation
Die Orchesterbesetzung der Oper enthält die folgenden Instrumente:
- Holzbläser: Piccoloflöte, Flöte, zwei Oboen, zwei Klarinetten, zwei Fagotte
- Blechbläser: vier Hörner, zwei Trompeten, drei Posaunen, Cimbasso
- Pauken, Schlagzeug: Große Trommel, Kleine Trommel
- Streicher
- Bühnenmusik hinter der Szene: Banda

## Werkgeschichte
Nach den beiden Choropern Nabucco (1842) und I Lombardi alla prima crociata (1843) plante Verdi eine weniger aufwendige Oper für sein Debüt am Teatro La Fenice in Venedig. Zunächst hatte er an Byrons The Bride of Abydos gedacht, verwarf diesen Plan aber wieder und beschäftigte sich stattdessen mit Byrons The Two Foscari. Das Teatro La Fenice reagierte jedoch zurückhaltend auf diesen Plan. Daraufhin komponierte er in erstmaliger Zusammenarbeit mit dem Librettisten Piave den Ernani für Venedig. Verdi gab jedoch den Plan für I due Foscari nicht auf. Als auch das römische Teatro Argentina an ihn herantrat und eine neue Oper in Auftrag gab, plante er zunächst eine Oper über Lorenzino de’ Medici. Nachdem dieses Projekt von der römischen Zensurbehörde als „zu revolutionär“ abgelehnt worden war, beschäftigte sich Verdi erneut mit I due Foscari. Librettist war wieder Piave, mit dem Verdi bereits bei Ernani zusammengearbeitet hatte und der später viele Libretti für Verdi schrieb, wie Rigoletto, La traviata und La forza del destino.
Selbst Piave sah in I due Foscari keinen geeigneten Opernstoff und erweiterte die Handlung beträchtlich, mit einer „Reihe falscher Theatereffekte“ und Doppelungen.
Verdi arbeitete in dieser Oper mit vielen barcarolenartigen Rhythmen und erstmals auch mit „thematischen Reminiszenzen“. Die Oper war bei der Uraufführung in Rom nur mäßig erfolgreich, und Verdi distanzierte sich später von diesem Werk. Trotzdem wurde die Oper bis in die 1870er Jahre häufig aufgeführt, bis ein Geschmackswandel beim Publikum eintrat.
Bei der Uraufführung sangen Achille De Bassini (Francesco Foscari), Giacomo Roppa (Jacopo Foscari), Marianna Barbieri-Nini (Lucrezia Contarini), Baldassare Miri (Jacopo Loredano), Atanasio Pozzolini (Barbarigo) und Giulia Ricci (Pisana).

## Diskographie (Auswahl)
- Gesamtaufnahme mit Giangiacomo Guelfi, Carlo Bergonzi, Maria Vitale, Chor und Sinfonieorchester des RAI Mailand unter Carlo Maria Giulini, Fonit Cetra 1951.
- Gesamtaufnahme mit Giangiacomo Guelfi, Mirto Picci, Leyla Gencer, Alessandro Maddalena, Chor und Orchester des Teatro La Fenice Venedig unter Tullio Serafin, Melodram, Liveaufnahme Dezember 1957.
- Gesamtaufnahme mit Piero Cappuccilli, José Carreras, Katia Ricciarelli, Samuel Ramey, Chor und Sinfonieorchester des ORF unter Lamberto Gardelli, Philips 1977.
- DVD mit Leo Nucci, Vincenzo La Scola, Alexandrina Pendatschanska, Danilo Rigosa, Leopoldo Lo Sciuto, Chor und Orchester des Teatro San Carlo unter Nello Santi, TDK 2000.